# Enrique Pérez y Pérez
Enrique Pérez y Pérez, más conocido como Pérez y Pérez (Santo Domingo, siglo XX-Santo Domingo., 8 de enero de 2021), fue un militar y abogado de la República Dominicana que ocupó importantes cargos durante el gobierno de Joaquín Balaguer y es reconocido por ser el creador, impulsor y gestor del grupo de exterminio de la Policía Nacional denominado Frente Democrático Anticomunista y Antiterrorista popularmente conocido como la Banda Colorá al que acusar de haber perseguido, torturado y asesinado a más de 5,000 comunistas y disidentes durante el período presidencial de Joaquín Balaguer conocido como "los doce años".

## Biografía
Pérez y Pérez fue un militar. En el gobierno provisional de Héctor García Godoy ocupó el cargo de Jefe de Estado Mayor del Ejército Nacional, cargo que posteriormente repetiría nuevamente en 1972 y 1978 durante el gobierno de Joaquín Balaguer. Su poder dentro y fuera de las Fuerzas Armadas se acrecentó durante el primer período de gobierno de Joaquín Balaguer popularmente conocido como "Los doce años" donde llegó a gozar de la entera confianza y apoyo de la CIA y la OEA. Además era un ferviente seguidor de Joaquín Balaguer y su Partido Reformista Social Cristiano a quién consideraba una "necesidad" para el país
Durante la Revolución de abril de 1965 lideró la "Operación Limpieza" perpetrada en el Centro de Enseñanza de las Fuerzas Armadas (CEFA) donde murieron un número indeterminado de personas y posteriormente fue acusado por el General Ramiro Matos González de participar activamente en las actividades que frustraron el Desembarco de Playa Caracoles y el posterior asedio, persecución y asesinato de sus integrantes incluido el expresidente Francisco Alberto Caamaño
Es acusado de haber perpetrado abusos, persecuciones, torturas y asesinatos, especialmente al dirigir el grupo de la Policía Nacional denominado Frente Democrático Anticomunista y Antiterrorista popularmente conocido como la Banda Colorá que perseguía, acosaba, torturaba y asesinaba a ciudadanos (especialmente jóvenes universitarios) opositores al gobierno con la excusa de que eran comunistas. Según el historiador Frank Moya Pons,  la cantidad de víctimas de este grupo asciende a más de 3,000 personas entre 1966 y 1974.